# Klingefließ
Das Klingefließ ist ein Fließgewässer in Frankfurt (Oder). Er entspringt am Weinberg im Stadtwald. Nördlich des Botanischen Gartens entleert das Nuhnenfließ in den Bach. Das Klingefließ mündet in die Oder.
2012 wurde das Dammbauwerk Klingespeicher errichtet. 2018 wurde eine Gewässersanierung zwischen der Kieler Straße und dem Grünen Weg in Frankfurt begonnen.